# Dicranota (Rhaphidolabis) rhododendri
Dicranota (Rhaphidolabis) rhododendri is een tweevleugelige uit de familie Pediciidae. De soort komt voor in het Oriëntaals gebied.